# 사키노 미온
사키노 미온(일본어: 咲乃 深音 さきの みおん[*], 6월 29일 - )은 다카라즈카 가극단 하나구미에 소속된 여역이다.
효고현 다카라즈카시, 시립 히카리가오카 중학교 출신이다. 키 164cm, 애칭은 "유우키", "묭"이다.

## 약력
2013년, 다카라즈카 음악학교 입학
2015년, 다카라즈카 가극단 101기생으로 입단. 츠키구미 공연 「1789」로 초무대. 그 후, 하나구미에 배속
2021년, 유즈카 레이ㆍ호시카제 마도카 톱콤비 대극장 오히로메 쇼 「The Fascination!」로 첫 에트와르 발탁

## 출연 이벤트
- 2018년 11 - 12월, 토도로키 유 디너쇼 『Yū，Un jour chantant』